# Gaia (álbum de Mägo de Oz)
Gaia es el quinto álbum de estudio de la banda Mägo de Oz, siendo este la primera parte de la trilogía Gaia.
El disco revela la problemática de la conquista, y es un grito musical de Mägo de Oz por la libertad y el amor a la naturaleza. La historia del libreto es, cariñosamente, para Txus, su escritor, su "pequeña novela". 
La trilogía "Gaia" consta de tres discos, dos de ellos dobles, y los tres con su respectiva novela o historia: Gaia, Gaia II: La voz dormida y Gaia III: Atlantia.
La gira en torno a este disco fue llamada Se Hará como se pueda... y encima llueve Tour, de la cual se sacaría el álbum en directo Madrid las Ventas.

## Lista de canciones

### Edición original 2003
Todas las letras escritas por Txus, toda la música compuesta por José, Mohamed, Frank, Carlitos, Kiskilla, Fernando, Sergio y Txus; excepto "El atrapasueños", por Txus. 
| CD  |                                           |          |  |
| N.º | Título                                    | Duración |  |
| 1.  | «Obertura MDXX» (Intro)                   | 3:56     |  |
| 2.  | «Gaia»                                    | 11:03    |  |
| 3.  | «La conquista»                            | 5:07     |  |
| 4.  | «Alma»                                    | 6:39     |  |
| 5.  | «La costa del silencio»                   | 4:40     |  |
| 6.  | «El árbol de la noche triste»             | 4:48     |  |
| 7.  | «La rosa de los Vientos»                  | 4:16     |  |
| 8.  | «La leyenda de la Llorona» (Instrumental) | 4:21     |  |
| 9.  | «Van a rodar cabezas»                     | 6:31     |  |
| 10. | «El Atrapasueños»                         | 4:16     |  |
| 11. | «Si te vas»                               | 5:58     |  |
| 12. | «La venganza de Gaia»                     | 11:03    |  |

| DVD     |                                              |          |  |
| N.º     | Título                                       | Duración |  |
| 1.      | «Intro»                                      |          |  |
| 2.      | «Gaia y su concepto»                         |          |  |
| 3.      | «El álbum y su proceso, canción por canción» |          |  |
| 4.      | «Sesión de fotos»                            |          |  |
| 5.      | «Grabación del videoclip»                    |          |  |
| 6.      | «Videoclip La Costa del Silencio»            |          |  |
| 7.      | «Créditos»                                   |          |  |
| 1:05:01 |                                              |          |  |

| Track extra (Reedición 2018) |                              |          |  |
| N.º                          | Título                       | Duración |  |
| 13.                          | «Epílogo» (Cantado por Zeta) |          |  |

| DVD (Edición deluxe 2006) |                                              |                   |          |  |
| N.º                       | Título                                       | DVD original      | Duración |  |
| 1.                        | «Gaia»                                       | Madrid Las Ventas | 10:30    |  |
| 2.                        | «La Costa del Silencio»                      | Madrid Las Ventas | 10:30    |  |
| 3.                        | «La Costa del Silencio»                      | Madrid Las Ventas | 5:02     |  |
| 4.                        | «El Árbol de la Noche Triste»                | Madrid Las Ventas | 4:54     |  |
| 5.                        | «La Rosa de los Vientos»                     | Madrid Las Ventas | 5:01     |  |
| 6.                        | «Van a Rodar Cabezas»                        | Madrid Las Ventas | 6:01     |  |
| 7.                        | «Gaia y su concepto»                         |                   |          |  |
| 8.                        | «El álbum y su proceso, canción por canción» |                   |          |  |
| 9.                        | «Sesión de fotos»                            |                   |          |  |
| 10.                       | «Grabación del videoclip»                    |                   |          |  |
| 11.                       | «Videoclip La Costa del Silencio»            |                   |          |  |
| 12.                       | «Créditos»                                   |                   |          |  |
| 41:15                     |                                              |                   |          |  |

## Ediciones
2003: Promocional para radiodifusoras.
2003: Edición original de CD + DVD con formato jewel case, publicado por Locomotive Music
2003: Edición original de CD + DVD con formato digipak, publicado por Locomotive Music
2006: Edición deluxe (no oficial) 2 CD + DVD, publicado por Locomotive Music
Edición rusa no oficial lanzada por locomotive (solo se incluye el cd)
2003: Edición jawelcase con error de impresión en las hojas del libreto.
2019: Reedición en CD con formato jewel case, publicado por Warner Music Spain (Puesto: 43 )
2019: Edición de 2 Vinilo + CD, publicado por Warner Music Spain
2020: Edición limitada de 2 CD con formato digipak, publicado por Warner Music Spainse incluye también la ciudad de los árboles.

## Ventas
Gaia en una semana era disco de oro con 100.000 copias vendidas, convirtiéndose así en su segundo disco de platinocon 150.000 copias vendidas.

## Temática
Su sonido es un poco diferente al de los otros álbumes del grupo, sonando más folclórico y agregando más variedad de instrumentos, principalmente andinos (como por ejemplo, el charango en El Atrapasueños). Es también el primer disco de la banda en contener únicamente material original compuesto por Mägo de Oz. 

## Intérpretes
- Txus - Batería, precusión, y coros. Voz en "La Rosa de los Vientos"
- José Andrëa -  Voz y coros
- Mohamed - Violín eléctrico, acústico y viola
- Carlitos - Guitarra solista, acústica y coros
- Frank - Guitarra rítmica, guitarras acústicas y coros
- Sergio Cisneros “Kiskilla” - Piano, hammond, sintetizadores y acordeón
- Fernando Ponce - Flauta travesera, whistle, gaita y coros
- Sergio Martínez - Bajo y coros

### Colaboraciones
- Walter Giardino (Rata Blanca): Segundo solo de guitarra en "Van a rodar cabezas"
- Jorge Salán - Segundo solo de guitarra en "La venganza de Gaia"
- Silver Solórzano, Pacho Brea, César Frutos “El Oso”, Natalia “Rosa Rosae”, Jesús. Ortega “El Bodeguero” – Coros en “La Costa del Silencio”, “El atrapasueños” y “La Venganza de Gaia”
- Alfonso - Charango en "El atrapasueños"
- Osvaldo Parra - Flauta de pan en "El atrapasueños"
- Coral Tomás Luis de Victoria - Coros en "Obertura MDXX"
- Juan Antonio Cebrián - Narración en "Gaia"